# Український центр ісламознавчих досліджень
Український центр ісламознавчих досліджень (УЦІД) — громадська організація дослідницької спрямованості, що вивчає феномен ісламу з точки зору релігієзнавства, філософії, історії, соціології, політології тощо.

## Місія
Проведення наукових ісламознавчих досліджень як в Україні, так і за кордоном і встановлення постійно діючих внутрішніх та міжнародних наукових, культурних та духовних контактів та зв`язків.

## Завдання
Завданнями Центру є:
- організація та проведення наукових ісламознавчих досліджень, проведення та участь в наукових конференціяхяк в Україні так і за кордоном;
- встановлення постійно діючих ділових, наукових, культурних і духовних контактів з організаціями, установами, фізичними особами тощо;
- співробітництво з науковими, освітянськими, релігійними, громадськими організаціями, державними установами та фізичними особами;
- прийняття участі в здійсненні заходів щодо формування і реалізації державної політики стосовно релігії і церкви;
- виховання у різних формах широких верств населення в дусі толерантності;
- сприяння розвитку вітчизняного ісламознавства;
- створення постійно діючого майданчика для світоглядного діалогу ісламознавців, культурологів, істориків, філософів та інших фахівців;
- надання науково консультативної та експертної допомоги з ісламознавству.

## Історія
Громадську організацію «Український центр ісламознавчих досліджень» зареєстровано Міністерством юстиції України 2 квітня 2013 р.

### Керівництво
Головою Центру є муфтій ДУМУ "Умма" та вчений-релігієзнавець Ісмагілов Сергій Валерійович.

### Засновники
Серед засновників Центра − відомі українські вчені і громадські діячі
Ісмагілов Сергій Валерійович
Козловський Ігор Анатолійович, к. і. н.
Халіков Руслан Халікович , к. ф. н.

## Діяльність
З 2013 року Центр щорічно проводить літню школу ісламознавства, у 2013 р. провів загальне по Україні соціологічне дослідження "Ставлення до мусульман та ісламу серед українців", проводить конкурси ісламознавчих досліджень молодих учених.

### Видавництво
По результатам проведення наукових заходів публікується збірка наукових праць “Аль-Калям”
Публікація книг та перекладів на ісламознавчу тематику у серії “Бібліотека ісламознавства”, яка вже себе зарекомендувала серед українських фахівців та дослідників (більш 10 книг). Книги цієї серії можна придбати в українських книгарнях;
Публікація статей та інших матеріалів на порталі “Іслам в Україні”

### Досягнення
- Розробка тексту та проведення заходу його презентації Хартії мусульман України та Соціальної концепції мусульман Украини
- Переклад та презентація книг відомого львів'янина Мухаммада Асада (Леопольда Вайса) «Шлях до Мекки» та «Духовне повернення»[10]
- Регулярна літня молодіжна школа ісламознавства

### Наукові зв'язки
- Центр релігієзнавчих досліджень та міжнародних духовних стосунків
- Міжнародний центр християнсько-мусульманського діалогу і співпраці
- Українська асоціація релігієзнавців
- Сектор східної філософії Інституту філософії ім. Г.С. Сковороди НАН України
- Громадська організація Всеукраїнська асоціація «Альраід»
- Центр ісламознавчих досліджень при Національному університеті Острозька академія